# Eva-Maria Ittner
Eva-Maria Ittner (Düsseldorf, 21 settembre 1961) è un'ex schermitrice tedesca, vincitrice di una medaglia d'oro e quattro d'argento ai campionati mondiali di scherma. Vincitrice anche di una Coppa del Mondo di scherma.